# Рябина (Ульяновська область)
Рябина (рос. Рябина) — станция в Радищевському районі Ульяновської області Російської Федерації.
Населення становить 190 осіб. Входить до складу муніципального утворення Калиновське сільське поселення.

## Історія
Населений пункт розташований на території українського культурного та етнічного краю Жовтий Клин.
Від 2004 року входить до складу муніципального утворення Калиновське сільське поселення.

## Населення
| 2010 |
| ---- |
| 190  |